# Olios ruwenzoricus
Olios ruwenzoricus är en spindelart som beskrevs av Embrik Strand 1913. Olios ruwenzoricus ingår i släktet Olios och familjen jättekrabbspindlar. Inga underarter finns listade i Catalogue of Life.